# Маццелла, Камилло
Камилло Маццелла (итал. Camillo Mazzella; 10 февраля 1833, Витулано, королевство Обеих Сицилий — 26 марта 1900, Рим, королевство Италия) — итальянский куриальный кардинал, иезуит. Префект Священной Конгрегации Индекса с 20 февраля 1889 по 22 июня 1893. Префект Священной Конгрегации образования с 22 июня 1893 по 15 июня 1897. Префект Священной Конгрегации обрядов с 15 июня 1897 по 26 марта 1900. Кардинал-дьякон с 7 июня 1886, с титулярной диаконией Сант-Адриано-аль-Форо с 10 июня 1886 по 22 июня 1896. Кардинал-священник с титулом церкви Санта-Мария-ин-Траспонтина с 22 июня 1896 по 19 апреля 1897. Кардинал-епископ Палестрины с 19 апреля 1897.